# Callac
Callac (tiếng Breton: Kallag) là một xã của tỉnh Côtes-d’Armor, thuộc vùng Bretagne, tây bắc Pháp.

## Dân số
Người dân ở Callac được gọi là Callacois.